# Grace Under Pressure Tour (album)
| Recensione | Giudizio |
| ---------- | -------- |
| AllMusic   |          |

Grace Under Pressure Tour è il settimo live ufficiale della rock band canadese Rush, è stato pubblicato il 13 giugno 2006 come contenuto speciale all'interno del DVD box set Rush Replay X 3; è stato successivamente pubblicato come CD singolo l'11 agosto 2009. 
Il disco, che non presenta l'intera scaletta del concerto, è stato registrato il 21 settembre 1984 al Maple Leaf Gardens, Toronto, Canada in un'unica sessione, durante il Grace Under Pressure Tour. Una versione video dello stesso spettacolo fu originariamente pubblicata su VHS, poi su laserdisc, ed infine nella raccolta Rush Replay X 3 in DVD.
Esiste una versione americana di quest'ultima prodotta dalla Bestbuy in cui all'interno del live CD Grace Under Pressure Tour sono presenti quattro tracce bonus: Limelight e Closer to the Heart provenienti dal video di Exit...Stage Left, The Spirit of Radio e Tom Sawyer derivate dal video di A Show of Hands.

## Tracce
1. Intro - 0:57
2. The Spirit of Radio - 4:54 (da: Permanent Waves)
3. The Enemy Within - 4:48 (da: Grace Under Pressure)
4. The Weapon - 7:42 (da: Signals)
5. Witch Hunt - 4:41 (da: Moving Pictures)
6. New World Man - 3:59 (da: Signals)
7. Distant Early Warning - 6:11 (da: Grace Under Pressure)
8. Red Sector A - 5:22 (da: Grace Under Pressure)
9. Closer to the Heart (Lee, Lifeson, Peart, Talbot) - 3:35 (da: A Farewell to Kings)
10. YYZ (Lee, Peart) (da: Moving Pictures) / 2112: The Temples Of Syrinx (da: 2112) / Tom Sawyer (Lee, Lifeson, Peart, Dubois) (da: Moving Pictures) - 9:41
11. Vital Signs - 4:56 (da: Moving Pictures)
12. Finding My Way (Lee, Lifeson) / In The Mood (Lee) - 3:35 (da: Rush)
13. Limelight (traccia bonus)
14. Closer to the Heart (traccia bonus) (Lee, Lifeson, Peart, Talbot)
15. The Spirit of Radio (traccia bonus)
16. Tom Sawyer (traccia bonus) (Lee, Lifeson, Peart, Dubois)

Tutti i brani scritti da Geddy Lee, Alex Lifeson e Neil Peart eccetto dove segnato
Le tracce bonus numero 13, 14, 15, 16 sono presenti solo nelle edizioni statunitensi della Bestbuy

## Formazione
- Geddy Lee - voce, basso, sintetizzatore
- Alex Lifeson - voce, chitarra, sintetizzatore
- Neil Peart - batteria, percussioni